# Przewłoka (województwo pomorskie)
Przewłoka (kaszb. Przewłoka, niem. Strickershagen) – wieś w północnej Polsce, w województwie pomorskim, w powiecie słupskim, w gminie Ustka. Leży na Wybrzeżu Słowińskim. 
Wieś stanowi sołectwo Przewłoka w którego skład wchodzą również miejscowości Orzechowo i Zapadłe.
Nad morzem wyznaczono letnie kąpielisko o łącznej długości linii brzegowej 100 metrów.
Próba włączenia Przewłoki do Ustki 1 stycznia 2026 została rozpatrzona częściowo pozytwnie w lipcu 2025 przez  MSWiA.

## Nazwa
Nazwa jest tzw. chrztem nazewniczym. Jest wyprowadzona z rzeczownika pospolitego przewłoka „miejsce, gdzie można przeciągnąć łódź z jednej rzeki do drugiej”. Zastąpiła niemiecką nazwę Strickershagen, pierwszy raz wzmiankowaną w 1629, o charakterze dzierżawczym, będącą złożeniem antroponimu Stricker z rzeczownikiem pospolitym Hagen „ogrodzenie, ogrodzony teren”
Rada Języka Kaszubskiego proponuje kaszubską formę nazwy Przewłoka.

## Położenie
Przy północnej części wsi płynie strumień Otocznica.
W latach 1975–1998 miejscowość położona była w województwie słupskim.
W Przewłoce znajduje się kościół parafialny parafii Najświętszej Maryi Panny Gwiazdy Morza w Ustce.

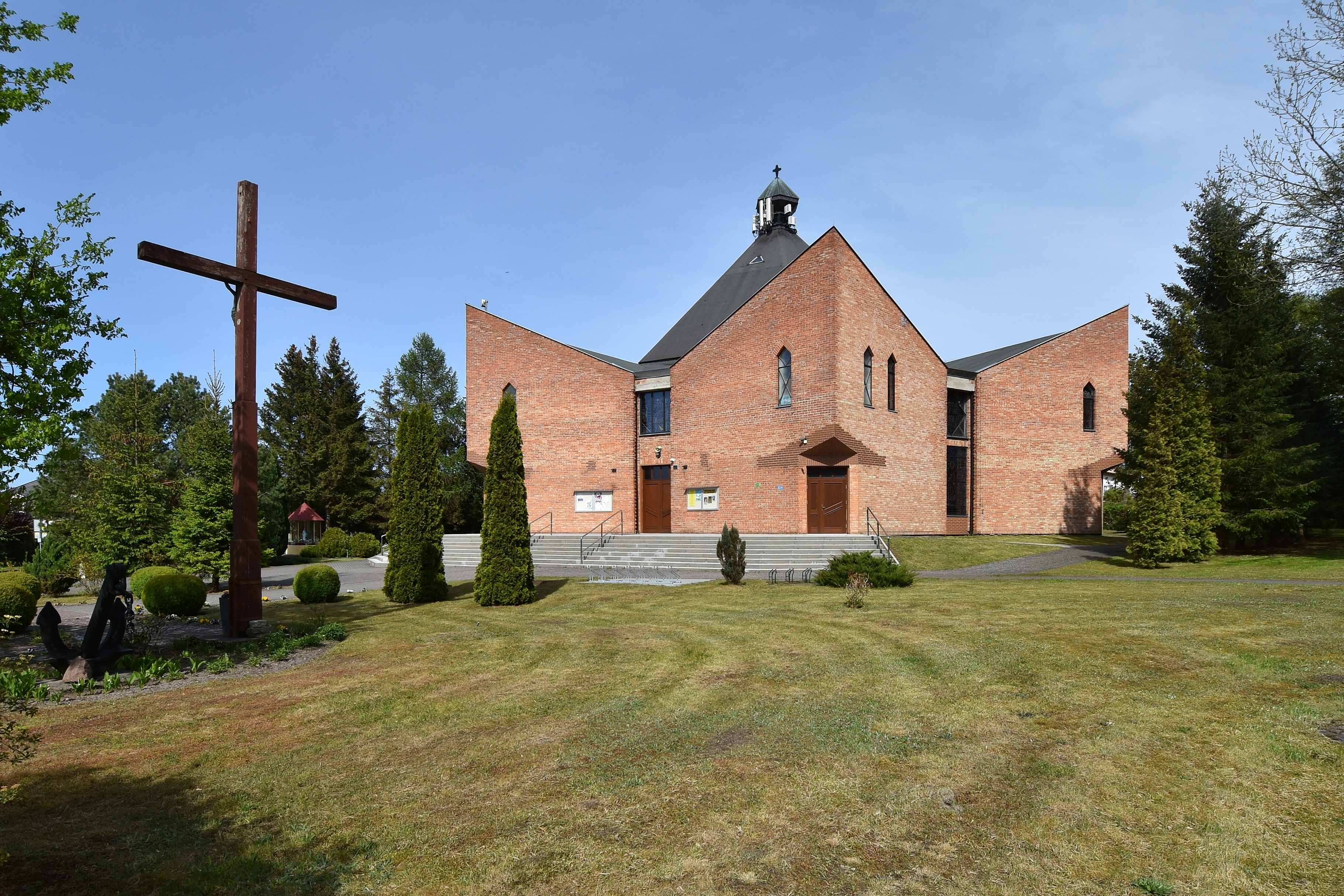
Kościół Najświętszej Maryi Panny Gwiazdy Morza w Przewłoce